# Lecythis corrugata
Lecythis corrugata är en tvåhjärtbladig växtart som beskrevs av Pierre Antoine Poiteau. Lecythis corrugata ingår i släktet Lecythis och familjen Lecythidaceae.

## Underarter
Arten delas in i följande underarter:
- L. c. corrugata
- L. c. rosea